# Venstresocialisternes Ungdom
Venstresocialisternes Ungdom, forkortet VSU, var fra 1984 til 1992 partiet Venstresocialisternes ungdomsorganisation. Organisationen blev oprettet for at styrke VS' rekruttering af unge. I begyndelsen havde VSU fraktionsdannelse i lighed med hvad man så i partiet, men efter det første år havde to af de tre fraktioner forladt organisationen, så fra 1985 var fokus mere på at konsolidere organisationen end på at opdele sig.
VSU havde tre organisatoriske principper:
- Dobbeltorganisering - det forventedes af alle medlemmer, at de også var aktive i fagforening, elevorganisation eller lignende
- Aktivitetspligt - medlemmerne skulle deltage jævnligt i organisationens møder, kurser osv.
- Skoling - alle medlemmer skulle undervises i socialistiske teorier

Efter oprettelsen af Enhedslisten var der nogen usikkerhed i VSU om organisationens rolle, og i 1991 skiftede man navn til Venstresocialistisk Ungdom. Da Tipsmiddelsagen i 1992 medførte en masse organisatorisk arbejde og resulterede i udsigt til to år uden tilskud, nedlagde man VSU. En del medlemmer gik med i Rebel.